# Massif dunaire de Gâvres-Quiberon

Le site Natura 2000 du massif dunaire de Gâvres-Quiberon, sur la côte du Morbihan, est un ensemble dunaire maritime continu sur 35 kilomètres de littoral avec une absence de presque toute urbanisation. Il s'étend entre la presqu'île de Gâvres et le fort de Penthièvre à Saint-Pierre-Quiberon.
C'est une zone exceptionnelle qui abrite une faune et une flore très rares qui profitent de la mosaïque de milieux naturels qui le constitue. 
Le site est devenu le 24 décembre 2018 le 18e Grand site de France sous le nom de « Dunes Sauvages de Gâvres à Quiberon ».
En août 2023 ces dunes sont devenues un site classé. 

## Historique
Ce site doit sa préservation du bétonnage du littoral quand, en 1931, la Marine nationale décide de tester ses canons sur ce massif dunaire en friche et inhabité, et signe un bail de cent ans, qui court jusqu'en 2030. Cette unité naturelle est répertoriée parmi les sites pittoresques du Morbihan, et placée, au titre de protection des Monuments Naturels et des Sites, en site classé, par arrêté ministériel du 7 mai 1936. 
Ces dunes ont été, depuis la Seconde guerre mondiale et le mur de l'Atlantique, saccagées et ne se sont jamais reconstituées. Les falaises, sans protection, subissent l'érosion littorale qui, lorsqu'elle s'attaque à des roches tendres, les fait reculer alors à des vitesses qui dépassent localement plusieurs dizaines de centimètres par an.
Le 4 février 1997, un programme de préservation, dans le cadre d'une Opération Grand Site, est mis en œuvre, piloté par SIVU Grand Site Gâvres-Quiberon (devenu en juillet 2005 le Syndicat Mixte du Grand Site Gâvres-Quiberon) et, en 2009, le site a intégré le Réseau des grands sites de France.
En 2002, le site a rejoint le programme Natura 2000 et a obtenu en 2006 un soutien financier de l’Union européenne, par le biais d’un contrat LIFE - Nature.

## Localisation

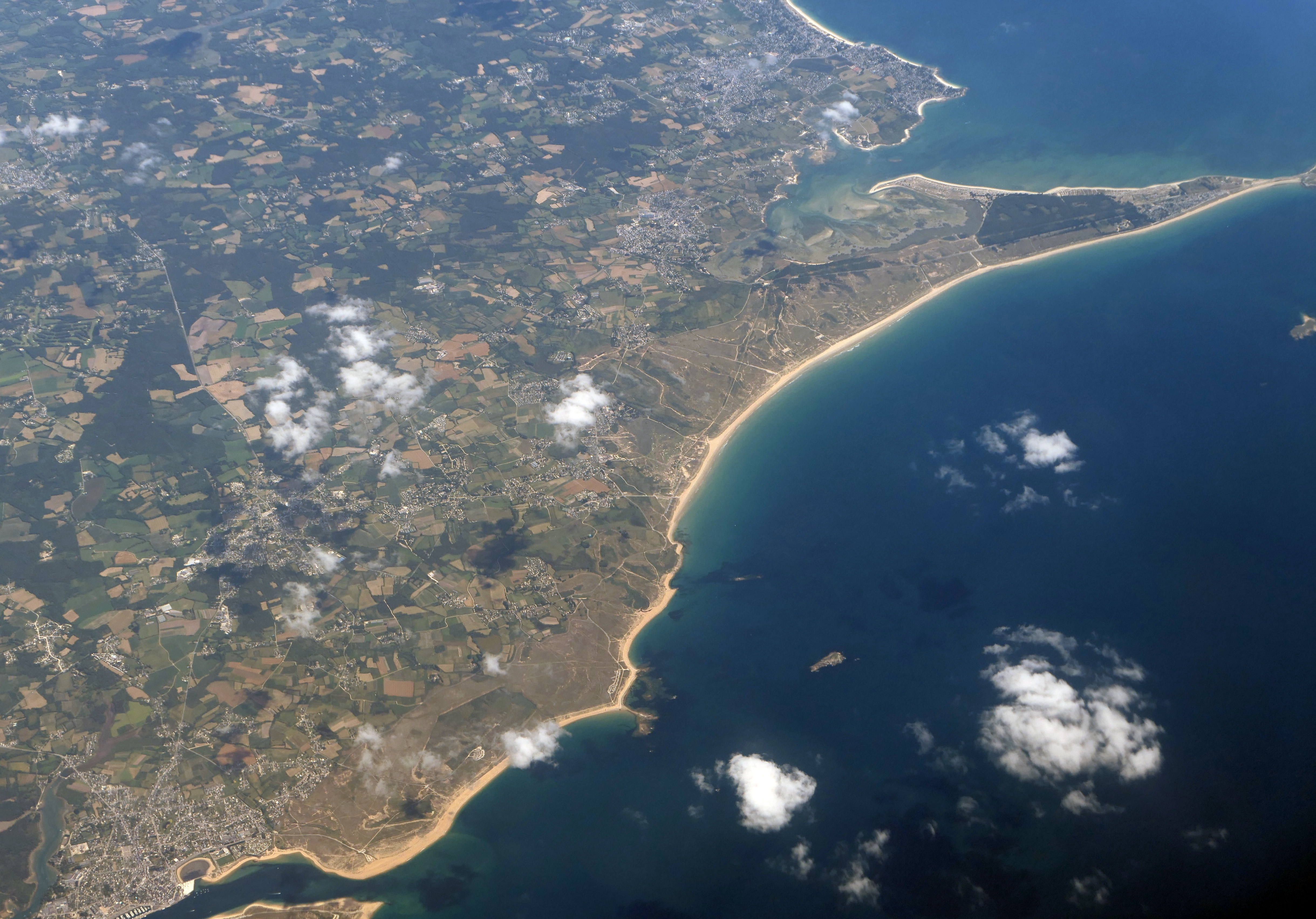
Vue aérienne d'une partie entre Étel et le presqu'île de Quiberon.

Le site Natura 2000 possède une superficie de 6 828 ha. Il comprend plusieurs plusieurs zones disjointes et zones humides associées (notamment les étangs de Kerzine et de Kervran) entre Gâvres et Quiberon. Il s'étend dans le département du Morbihan sur tout ou partie du territoire des communes de Carnac, Erdeven, Etel, Gavres, Plouharnel, dunes de Plouhinec, Port-Louis, Quiberon, Riantec, Saint-Pierre-Quiberon.
Le site recoupe de nombreuses zones naturelles à divers degrés de protection et même deux autres zones Natura 2000 :
- la baie de Quiberon (ZPS, deux zones disjointes pour un total de 905 ha[Z 2])
- la rade de Lorient (ZPS, trois zones disjointes pour un total de 487 ha[Z 3])

## Faune et flore

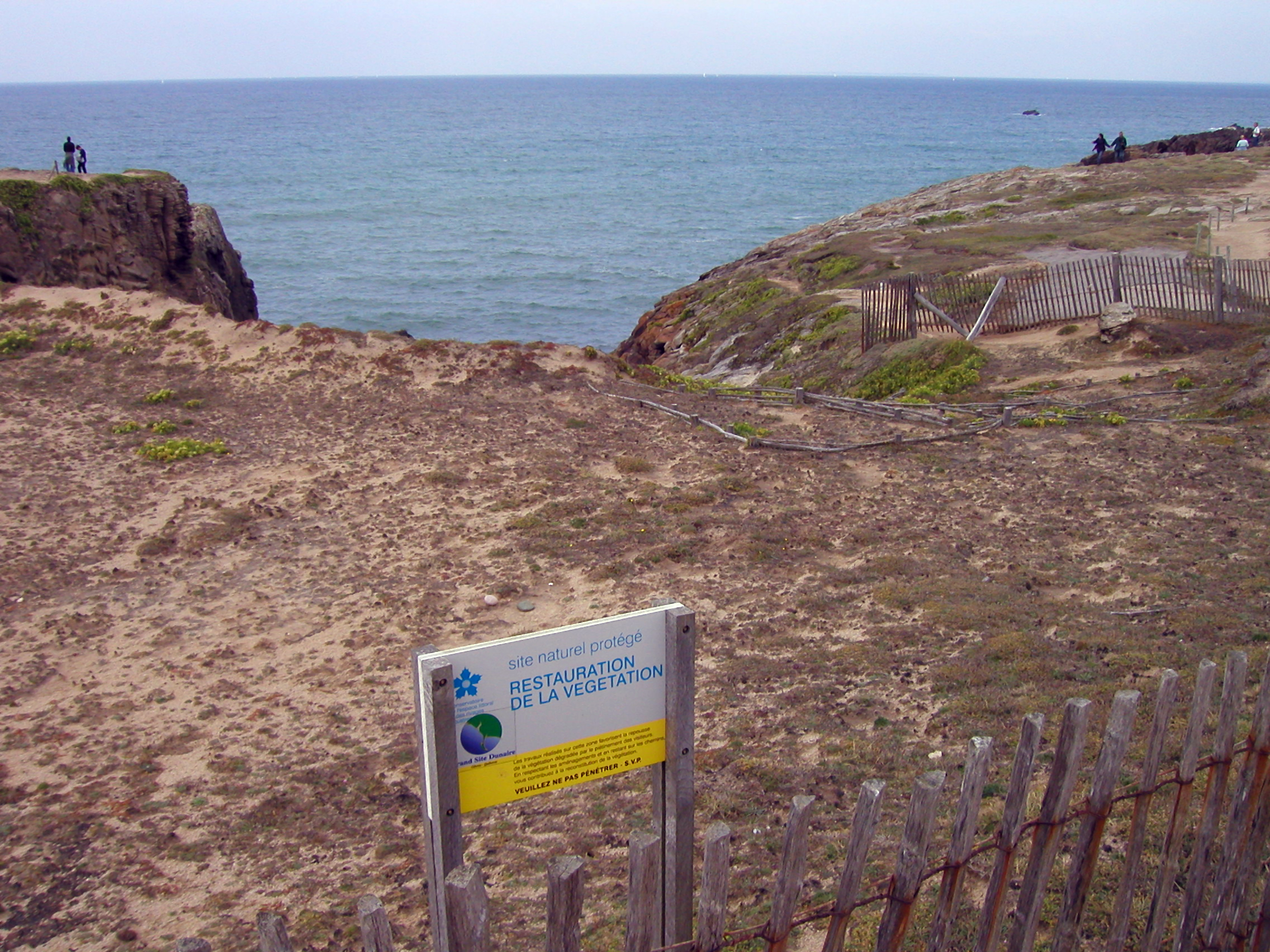
Zone dunaire en travaux.

### Cortèges fauniques
De nombreux oiseaux à forte valeur patrimoniale fréquentent ce massif : bernache cravant, tadorne de Belon, Grand gravelot, Gravelot à collier interrompu, spatules, échasse blanche.

### Cortèges floristiques
Dans ce massif, les botanistes ont recensé près de 80 espèces d’intérêt patrimonial pour la flore. Elles sont soit protégées aux niveaux européen (omphalode du littoral, panicaut vivipare, Liparis de Loesel, tétragonolobe siliqueux, oseille des rochers, Spiranthe d'été), national ou régional, soit mentionnées sur la liste rouge bretonne
Le panicaut vivipare est une herbacée rare en France ; elle est considérée comme en danger de disparition à l’échelle européenne. Le site abrite plus de 15 % de la population de panicauts vivipares de France.
On trouve aussi le cynoglosse des dunes (Omphalodes littoralis) qui est endémique en France et également en danger de disparition.
La végétation est organisée en « bandes » dans le complexe dunaire. Sur le haut de plage qui n'est immergée que lors des grandes marées, se développent des végétaux annuels halophiles adaptés à la très forte salinité et liés aux laisses de mer. La dune embryonnaire est constituée d'une végétation herbacée clairsemée. La dune blanche ou jaune, mobile car composée d'un couvert végétal diversifié mais épars, est colonisée par l'oyat La dune grise est caractérisée par une pelouse basse à recouvrement fort ou complet.

Cortège floristique du haut de plage
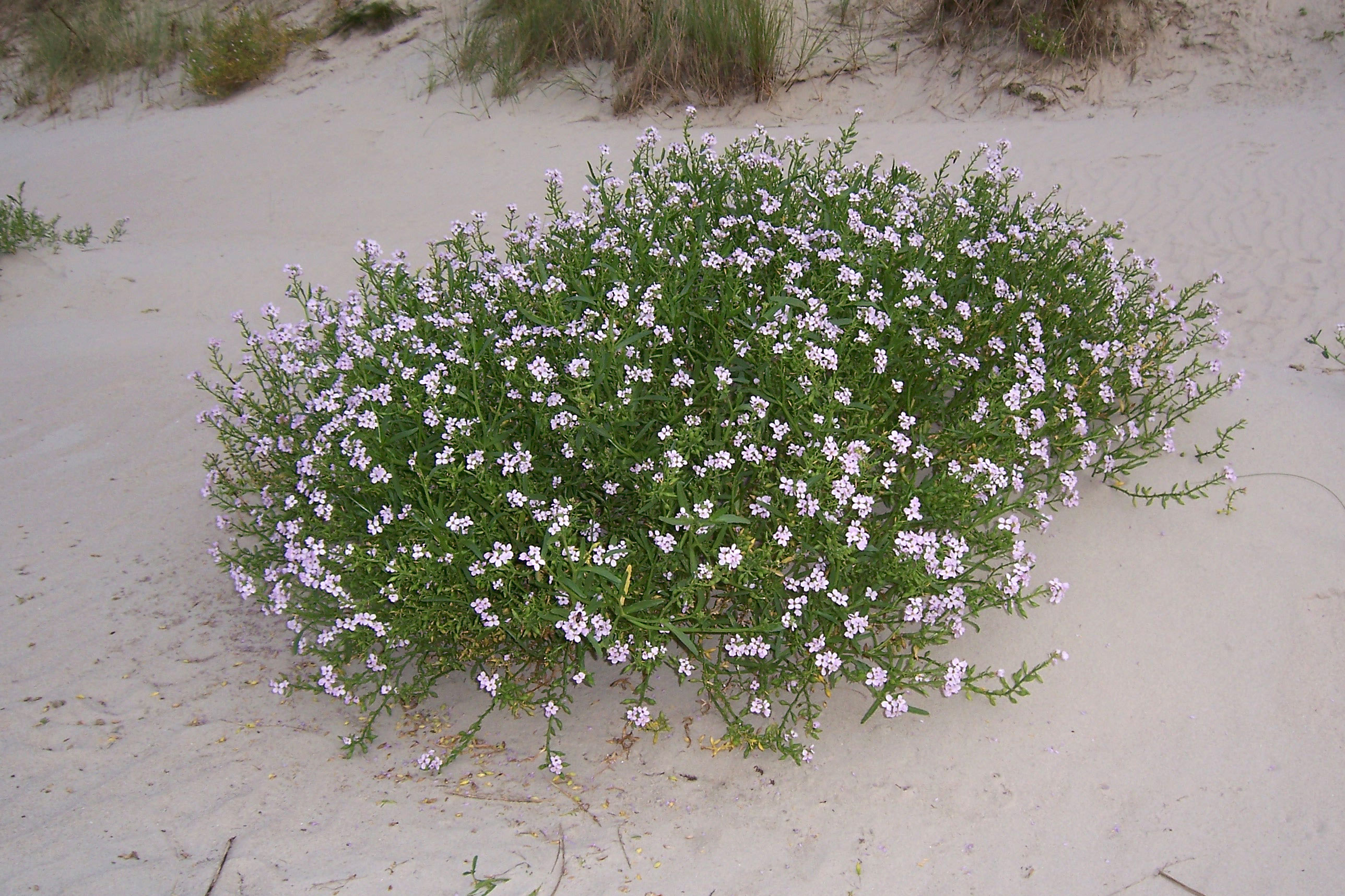
Roquette de mer
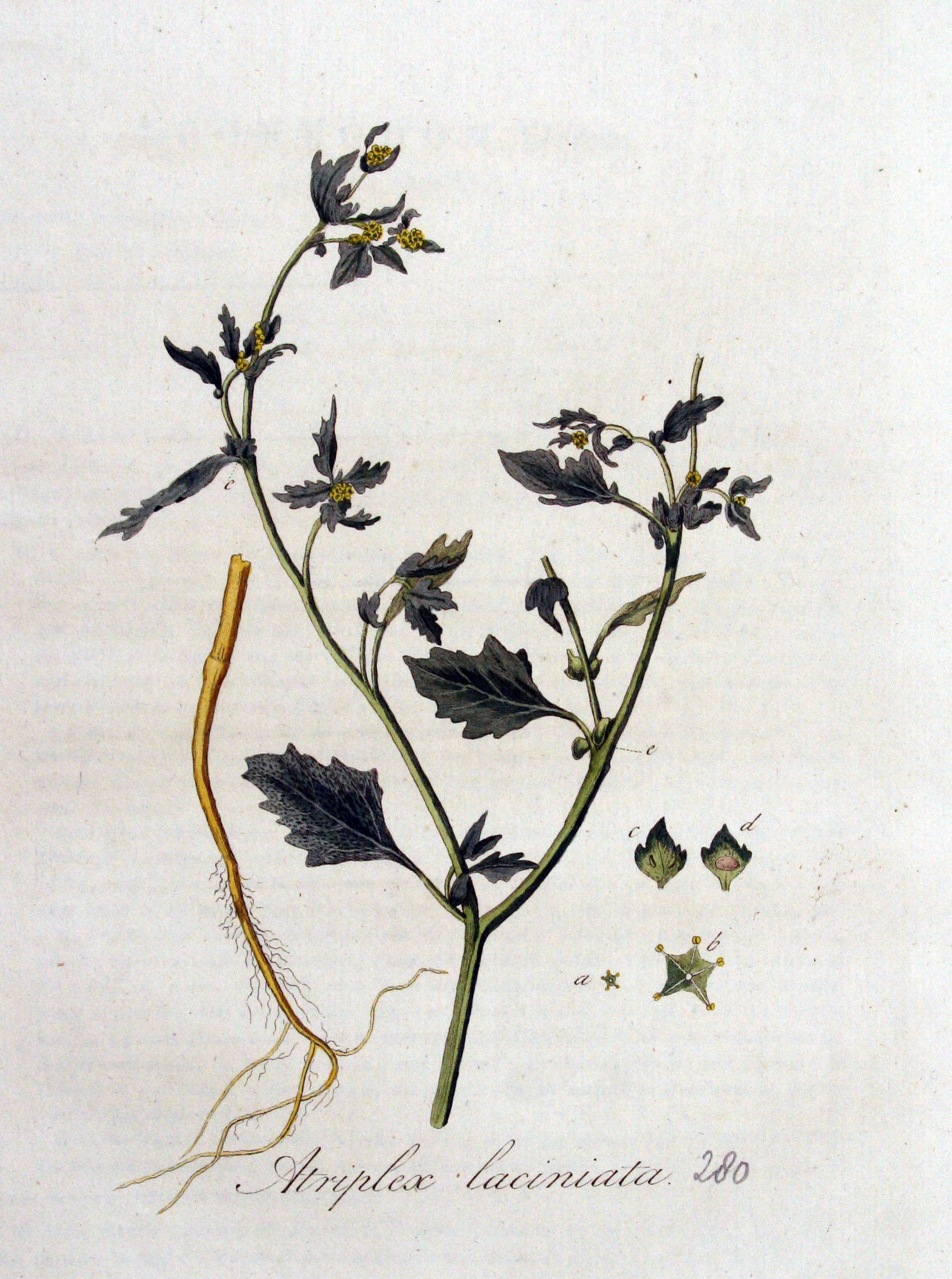
Atriplex lacinata
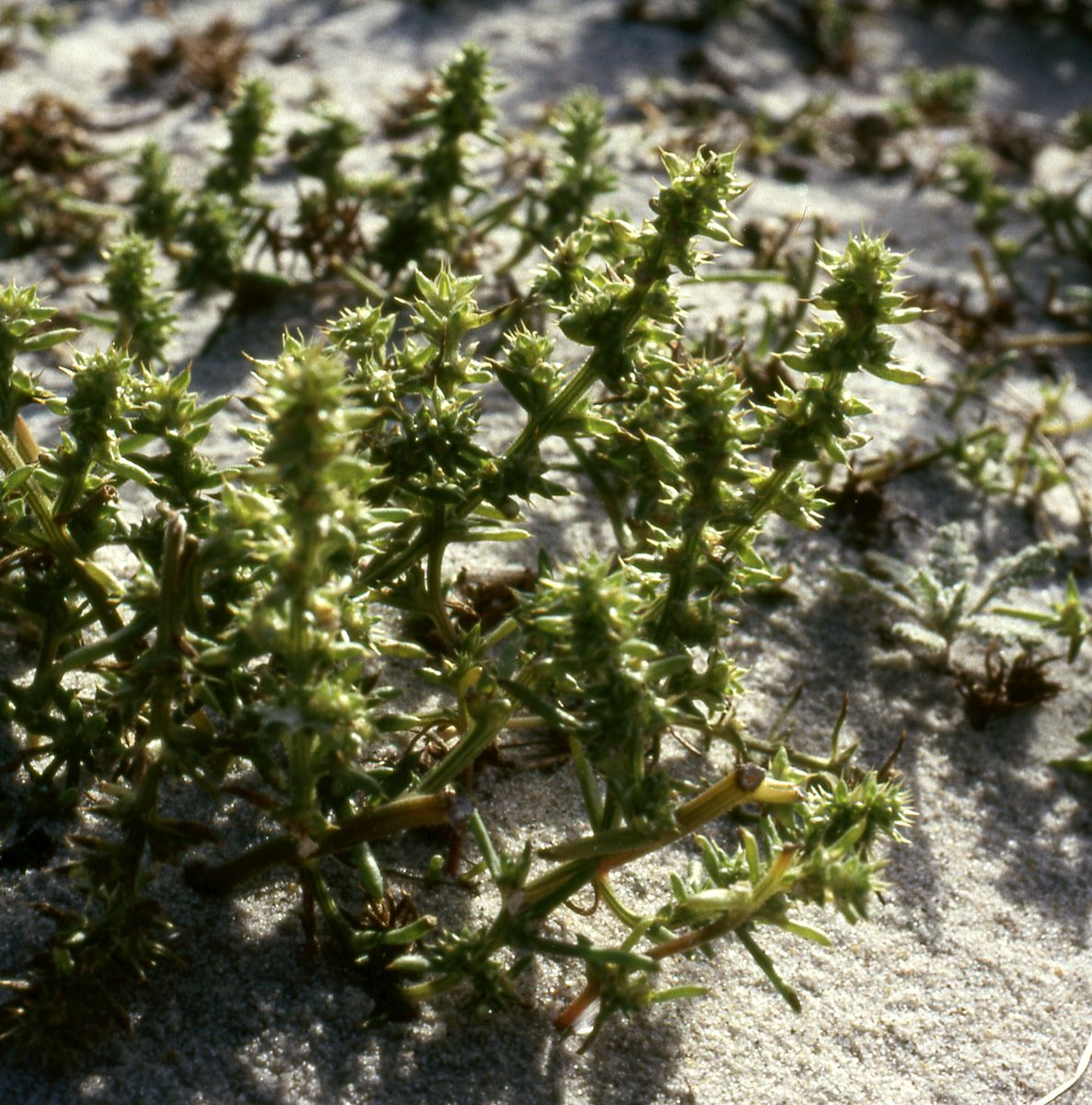
Soudé brûlée
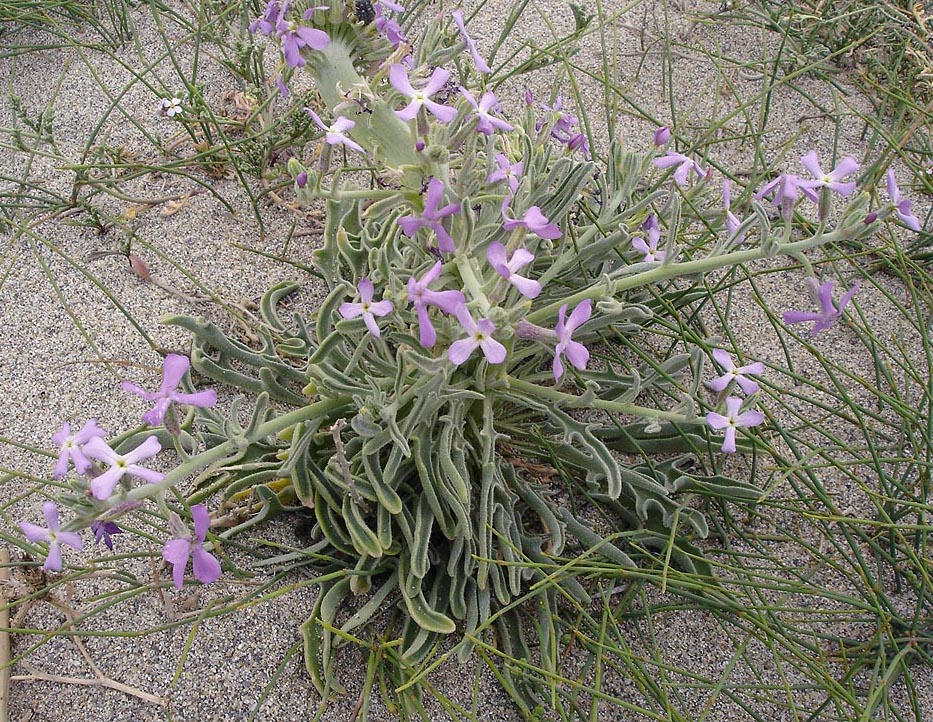
Giroflée des dunes
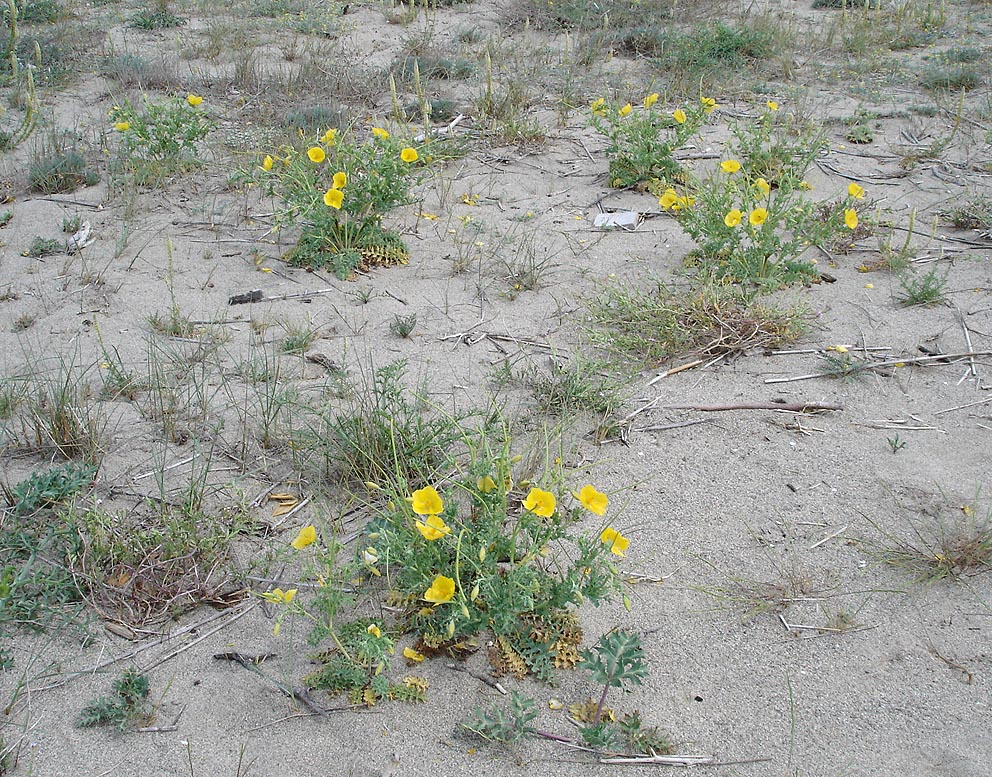
Pavot cornu
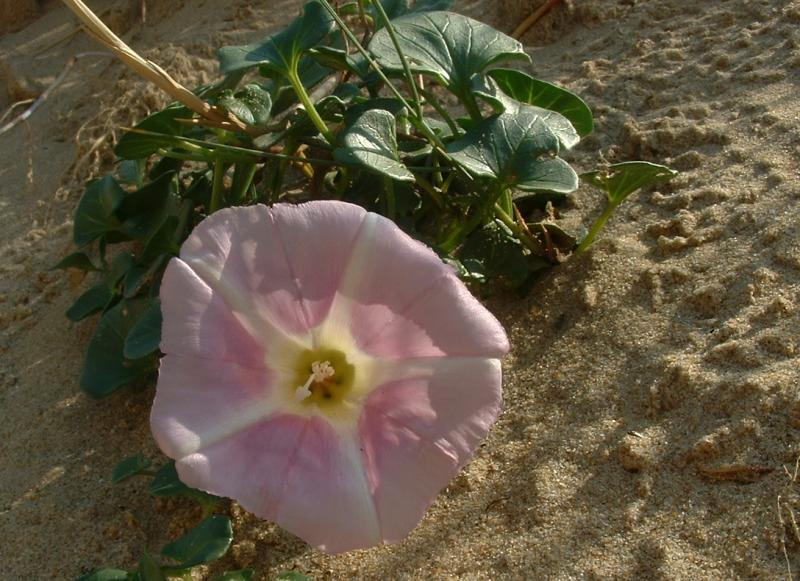
Liseron des dunes

Cortège floristique de la dune embryonnaire
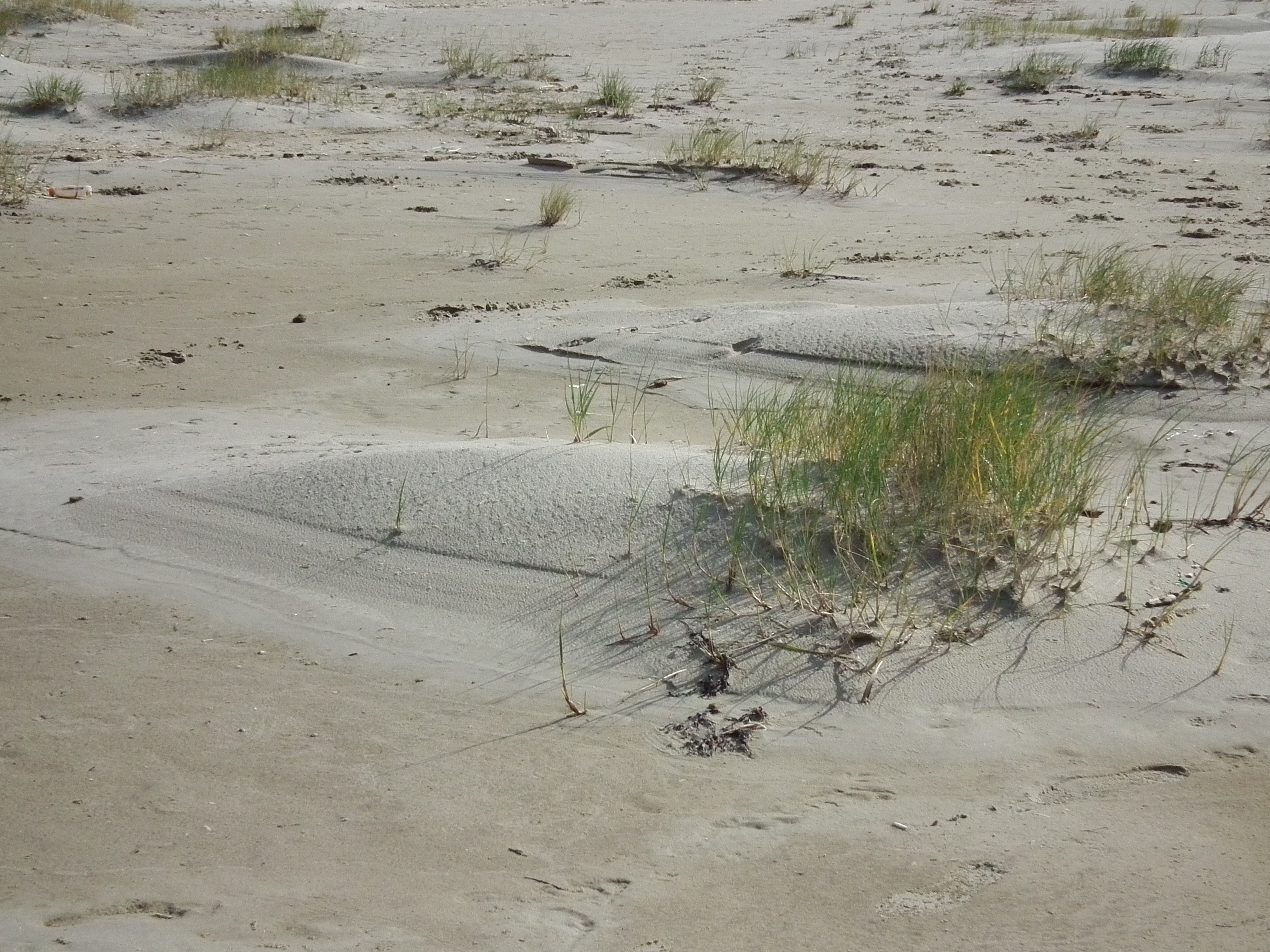
Chiendent des sables
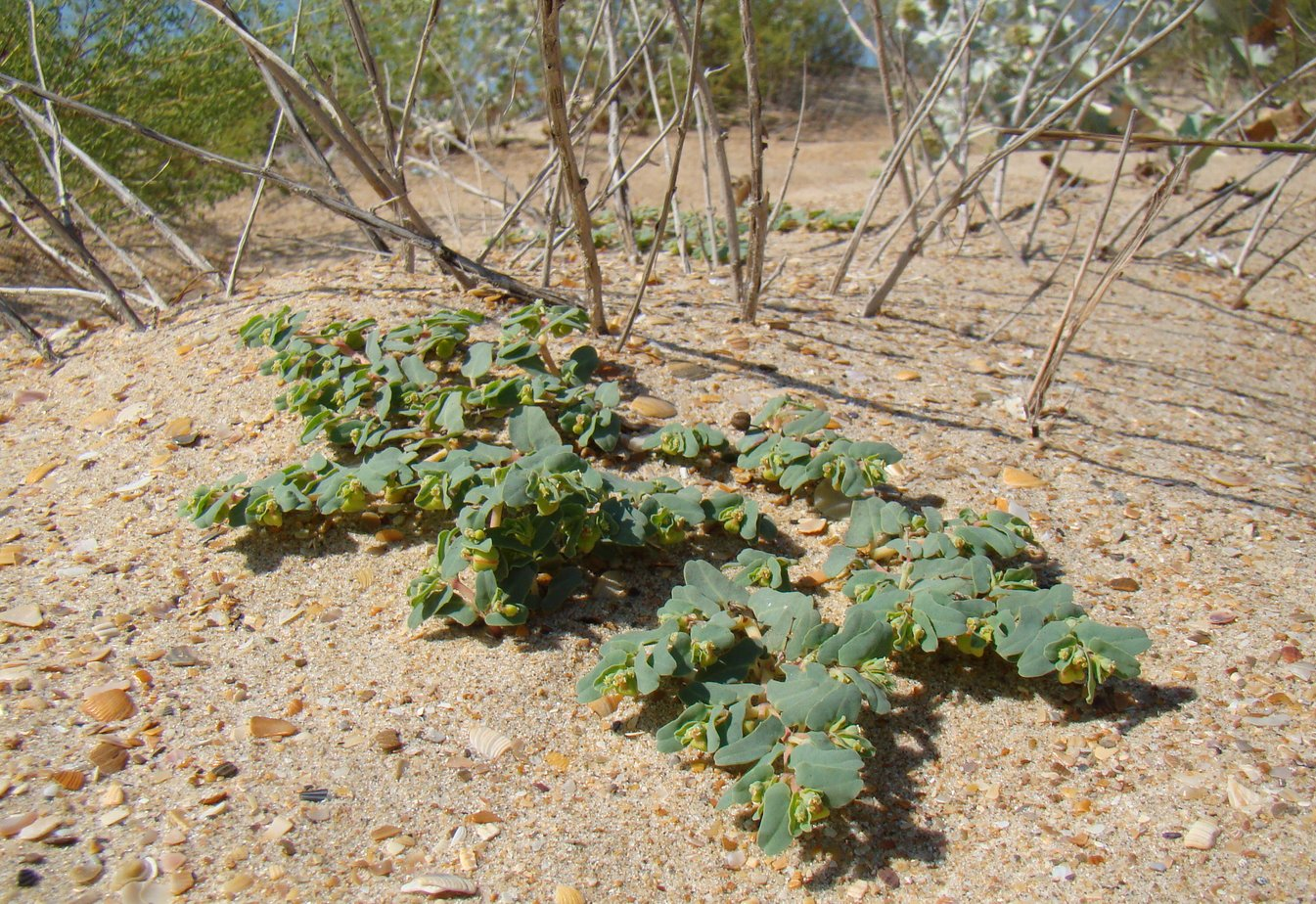
Euphorbia peplis
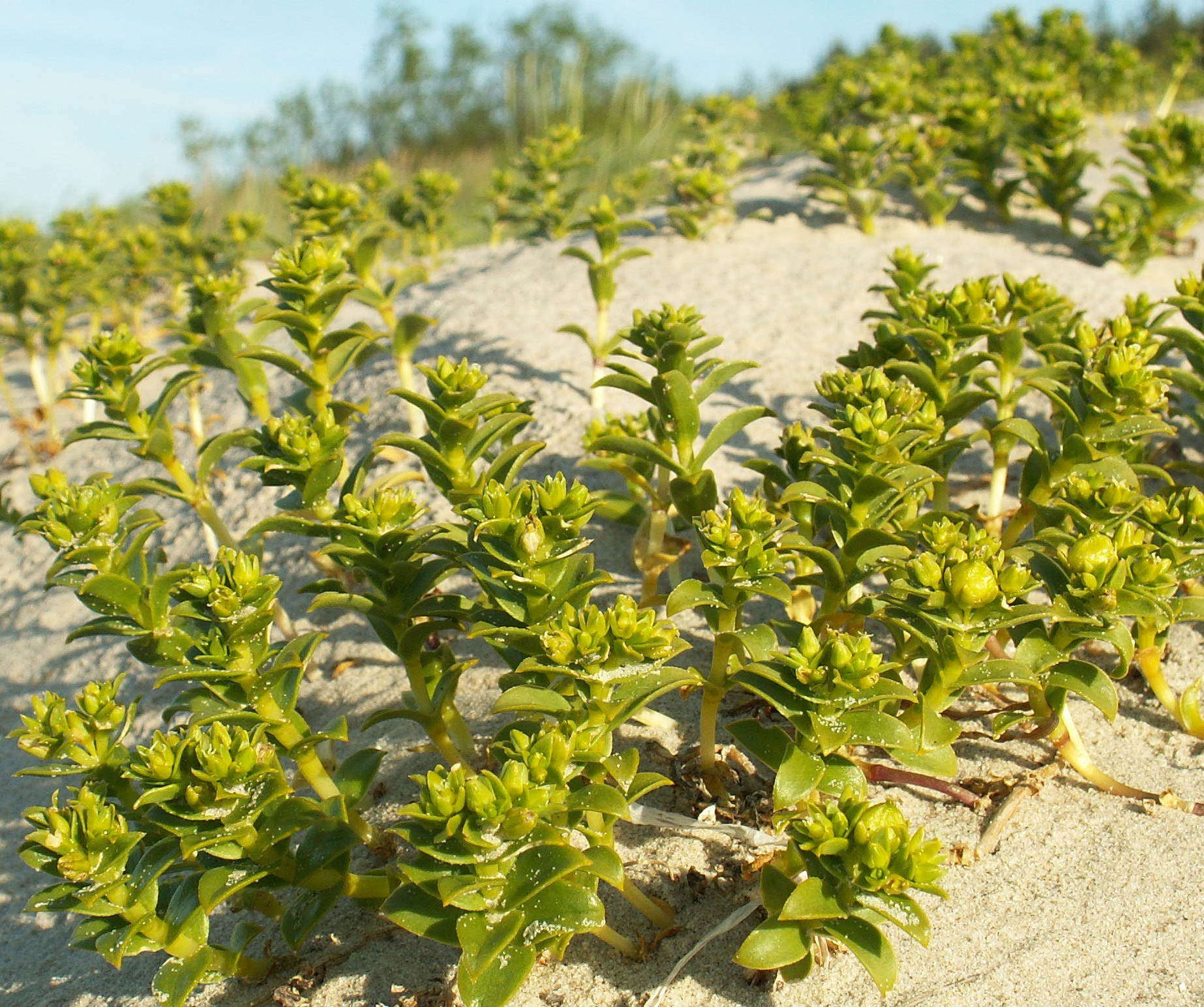
Pourpier de mer
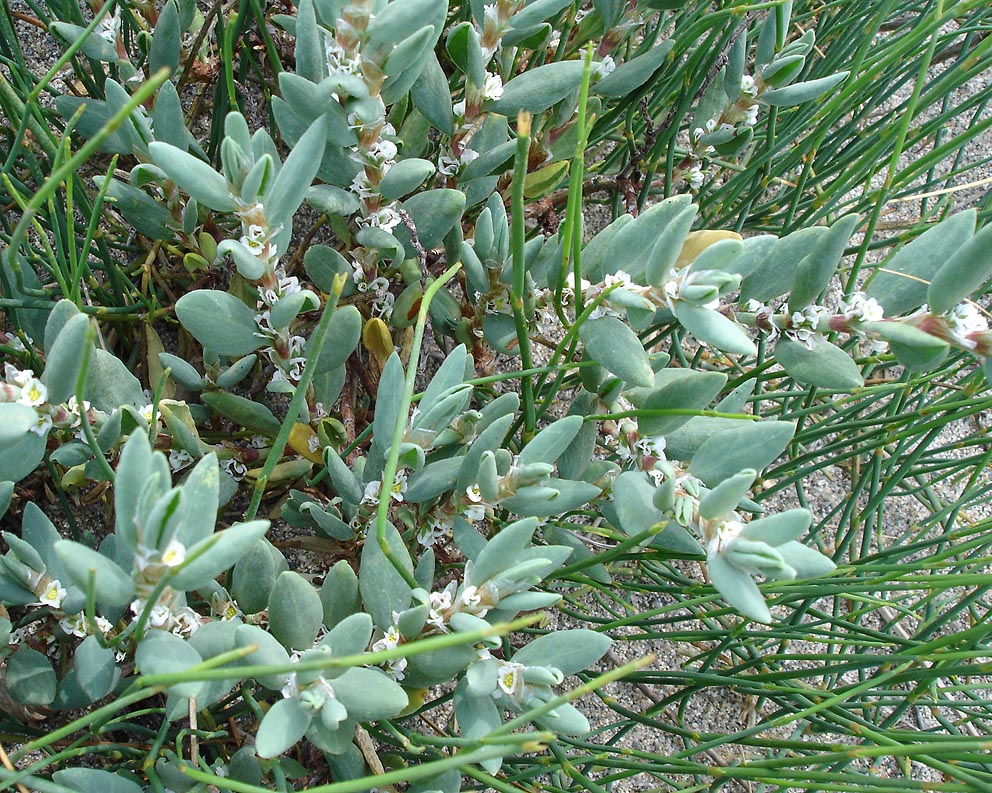
Renouée maritime

Cortège floristique de la dune jaune
Oyat
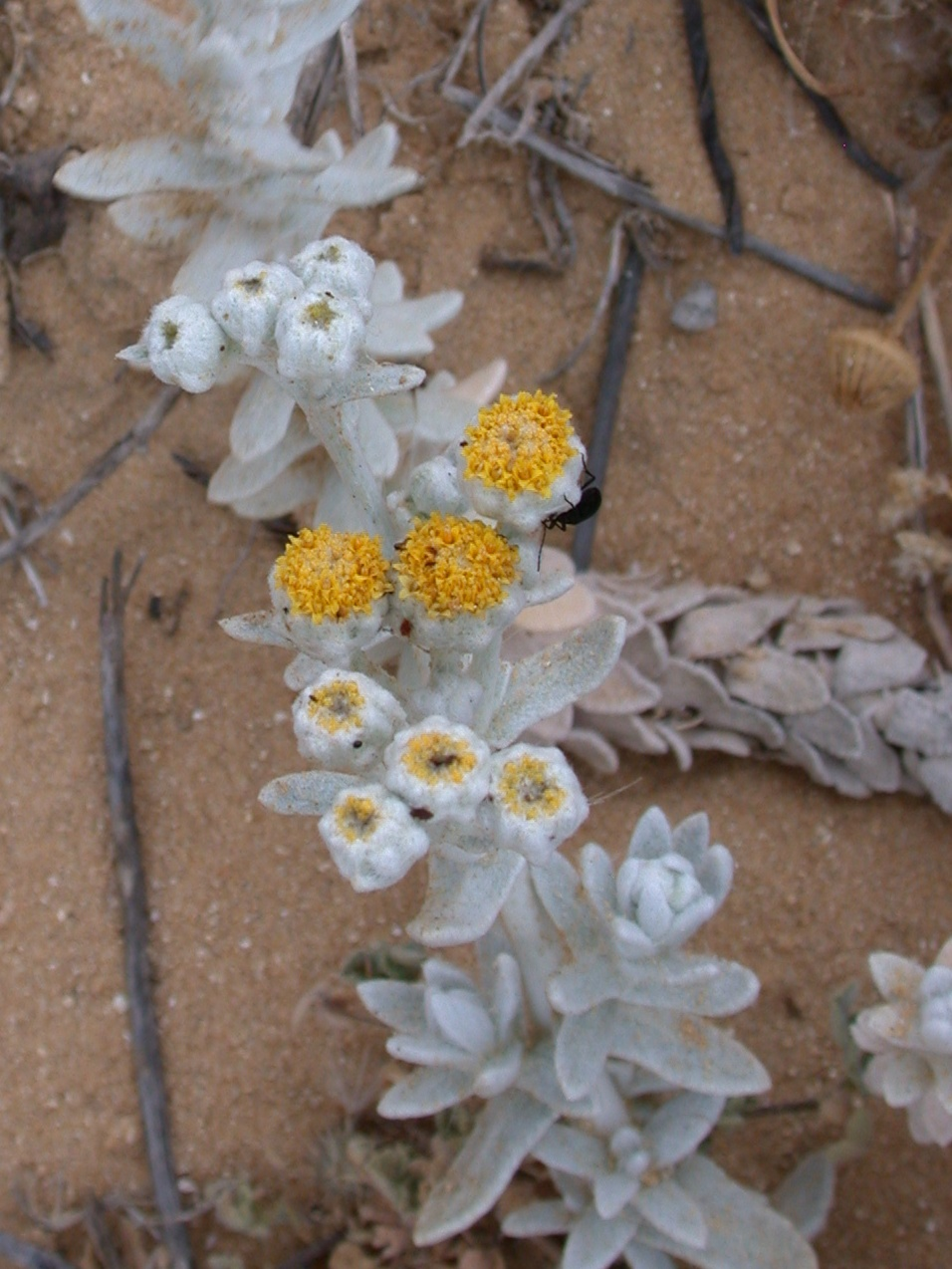
Diotis cotonneux
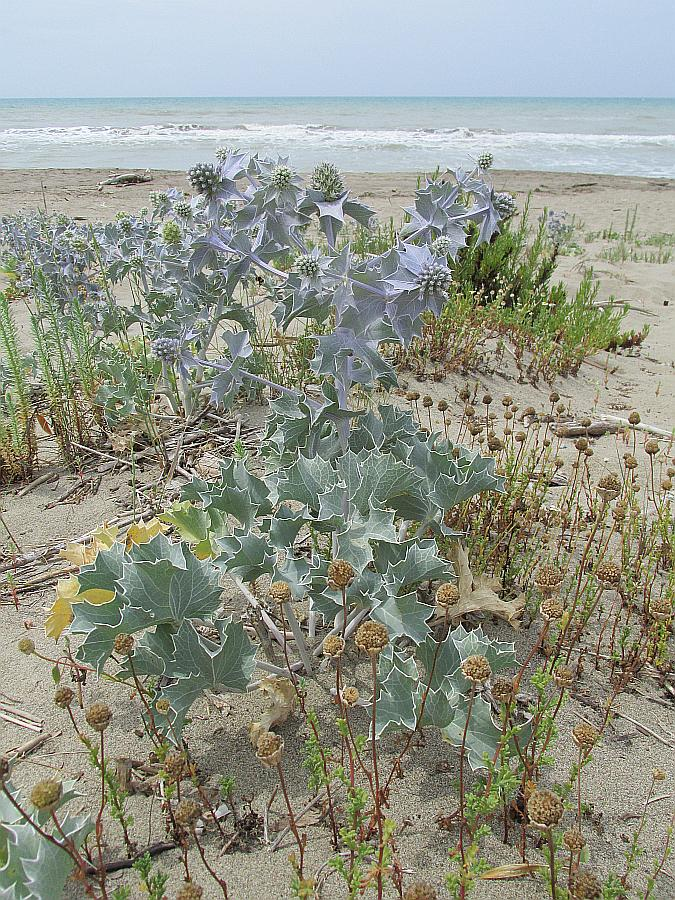
Chardon bleu
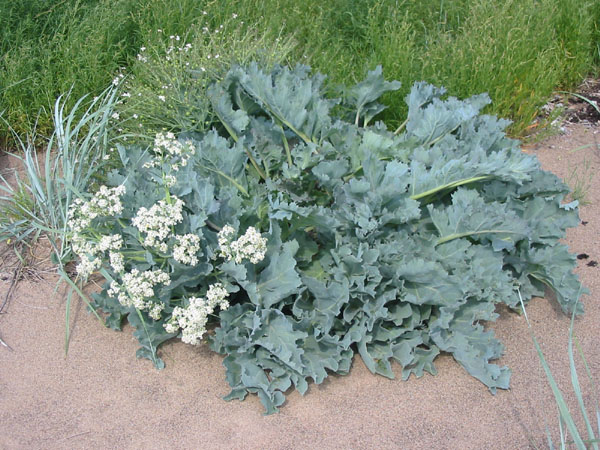
Chou marin
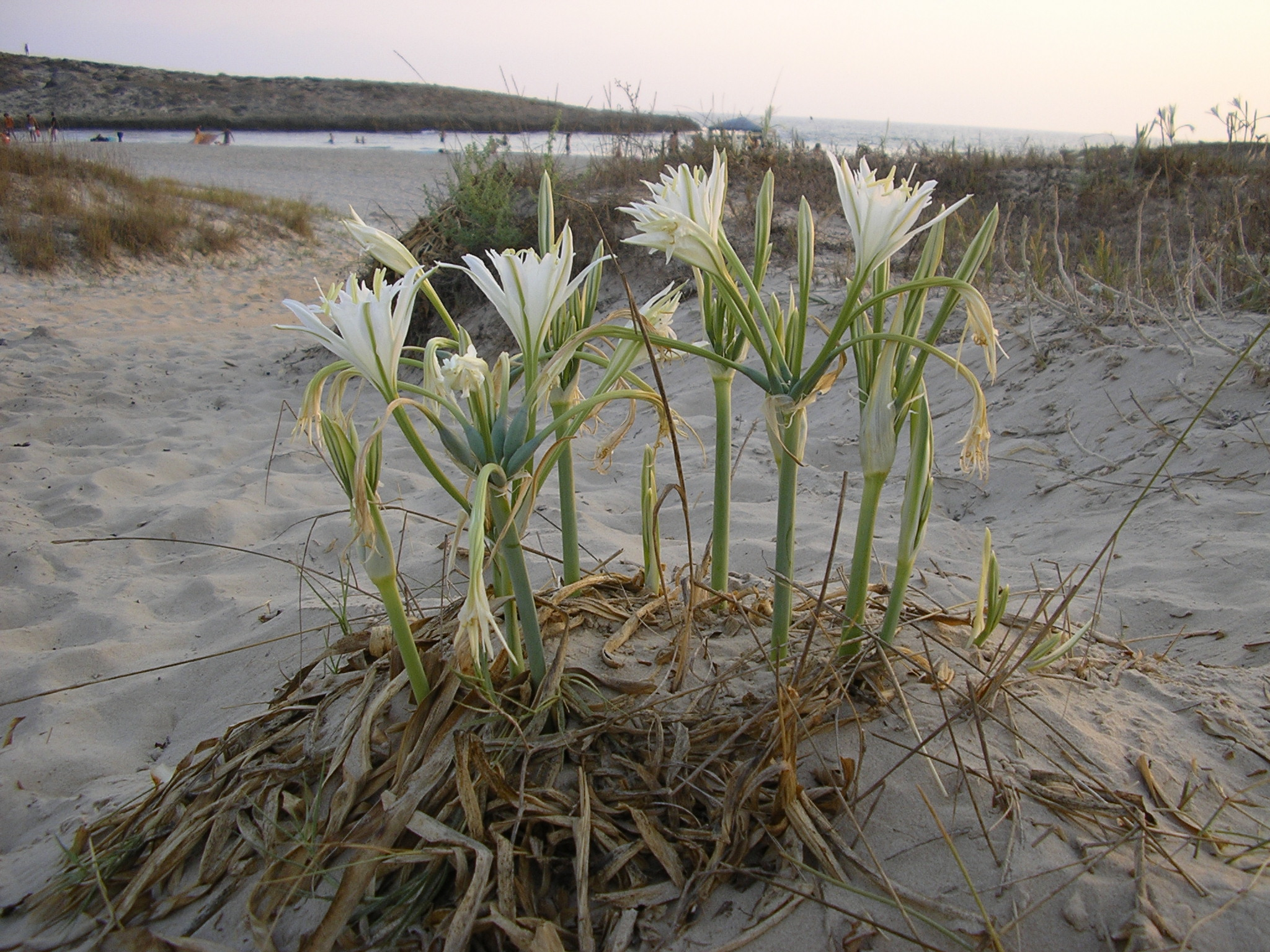
Lis maritime

Cortège floristique de la dune grise
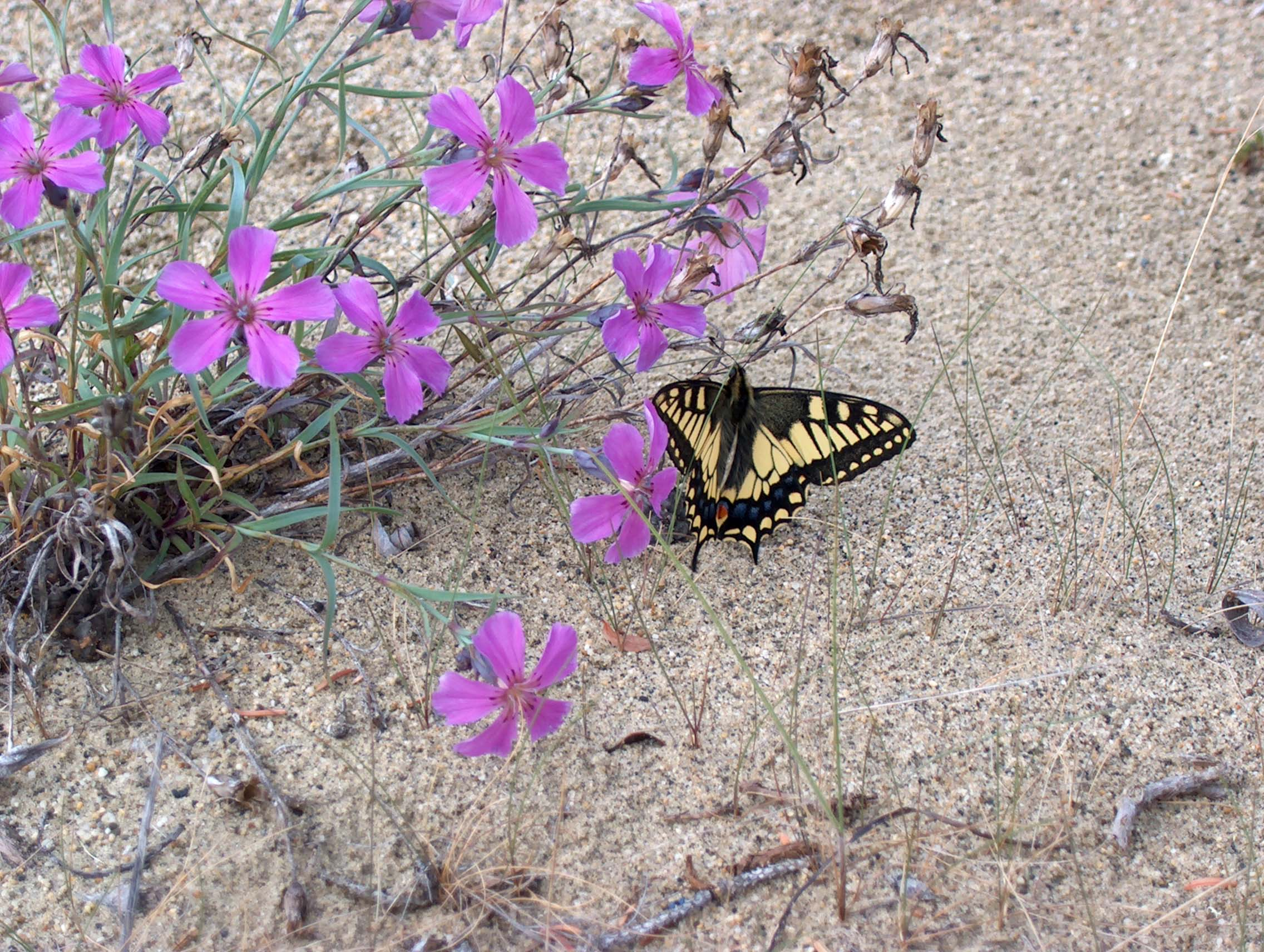
Œillet des dunes
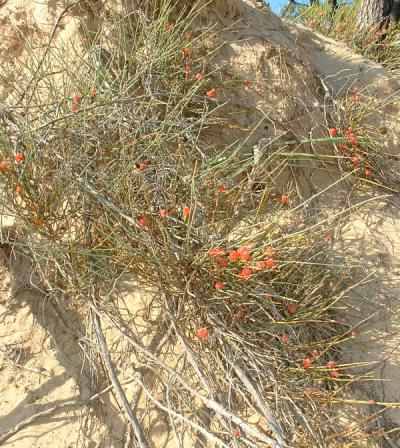
Raisin de mer
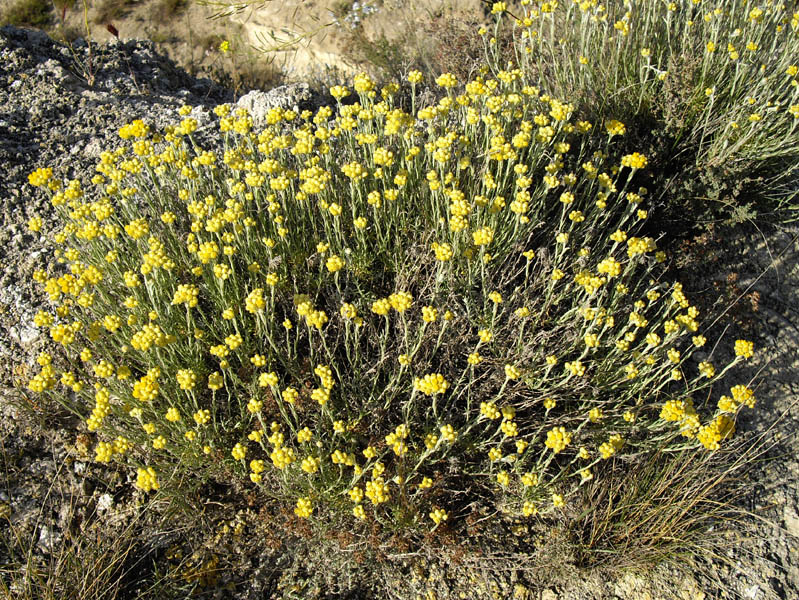
Immortelle des dunes
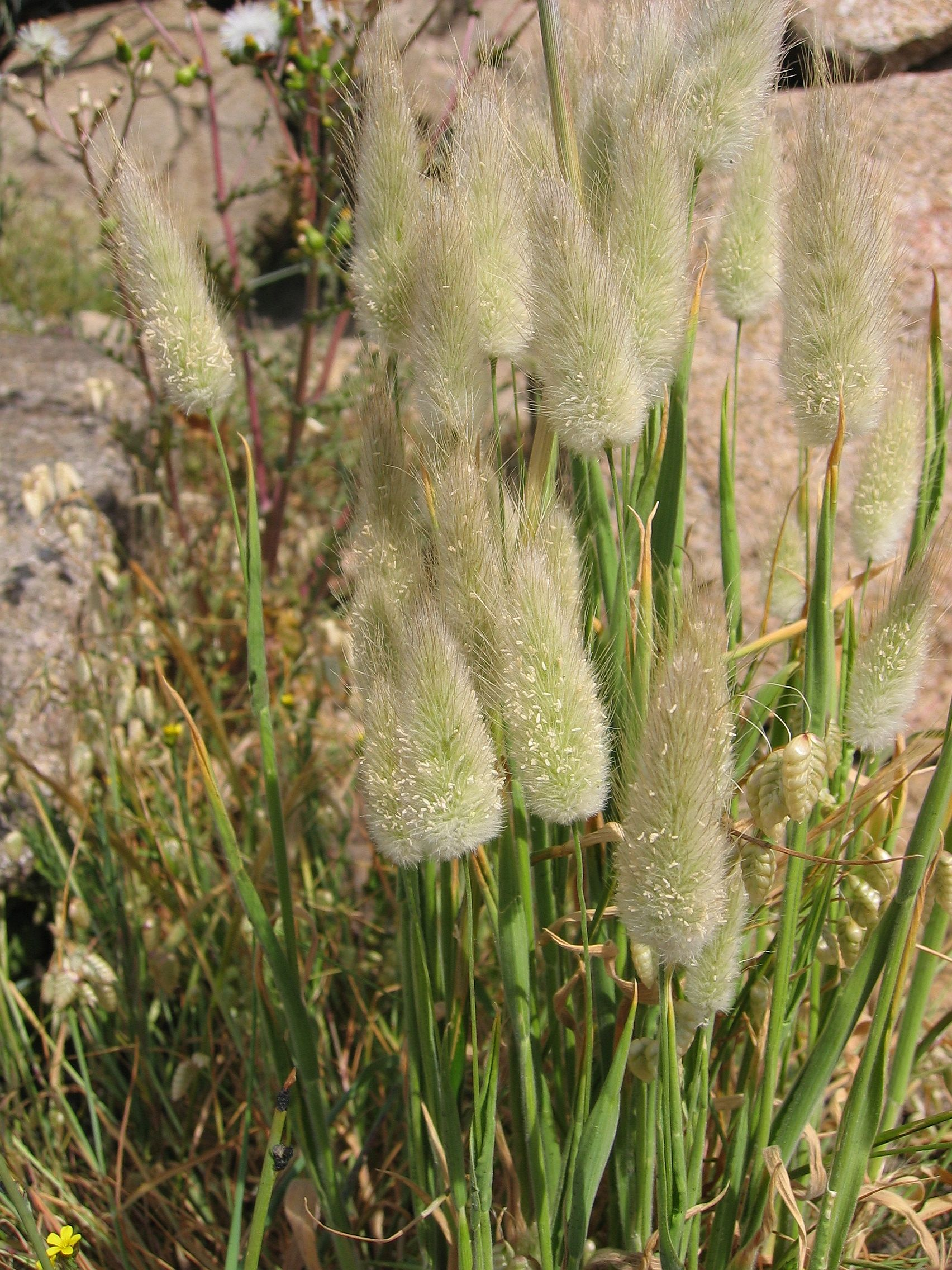
Queue-de-lièvre
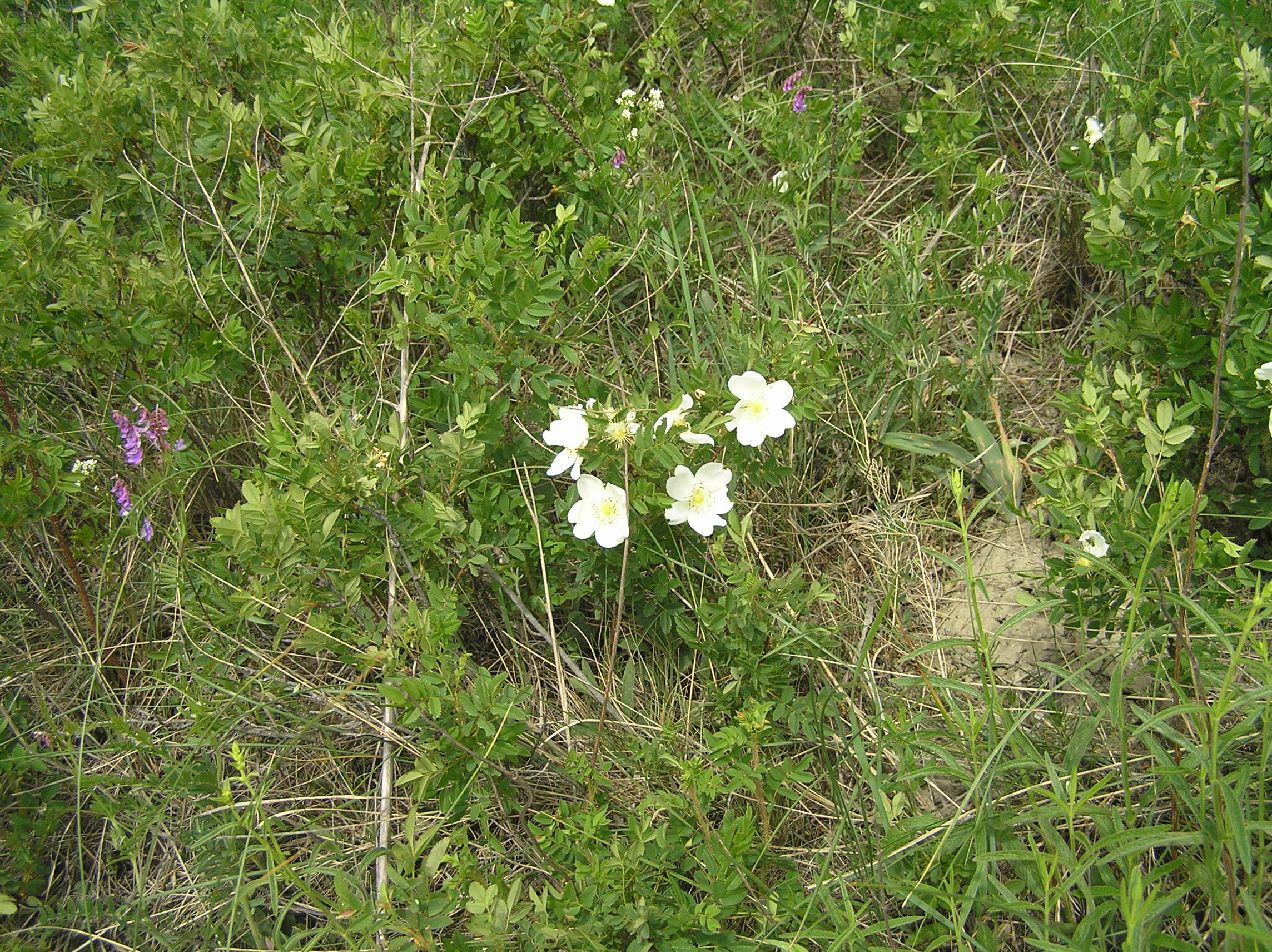
Rosier pimprenelle
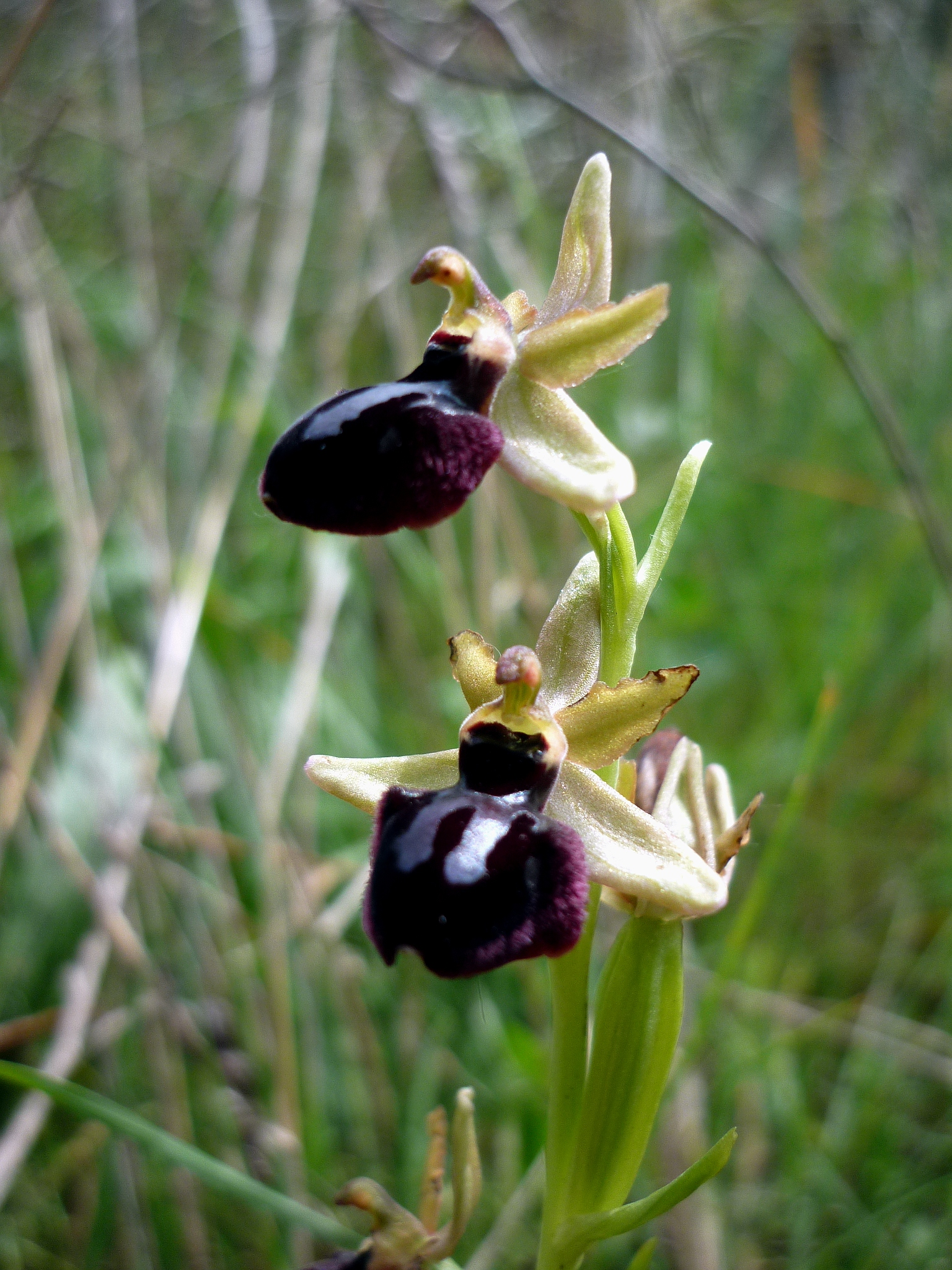
Ophrys araignée

## Tourisme
Une étude de 2001 estime à 1,5 - 2 millions le nombre de visiteurs annuels sur le secteur Gâvres-Quiberon.